# Micropsectra brundini
Micropsectra brundini е насекомо от разред Двукрили (Diptera), семейство Хирономидни (Chironomidae).